# Dragon Slayer
Dragon Slayer est un jeu vidéo de type action-RPG développé et édité par Nihon Falcom à partir de 1984 sur FM-7, PC-88, MSX, Sharp X1, Epoch Cassette Vision, Game Boy et Saturn.

## Accueil
- Génération 4 : 5/10 (Game Boy)[1]